# In Exile
Pour plus de détails, voir Fiche technique et Distribution.
In Exile est un film muet américain réalisé par Fred Huntley et sorti en 1912.

## Fiche technique
- Réalisation : Fred Huntley
- Production : William Nicholas Selig
- Dates de sortie : 
  -  États-Unis : 20 juin 1912

## Distribution
- Frank Richardson
- Herbert Rawlinson
- Frank Clark
- Roy Watson
- Eugenie Besserer
- Baby Lillian Wade
- Phyllis Gordon
- Lillian Hayward
- Bessie Eyton
- Anna Dodge
- Camille Astor
- Lillian Clark